# Ariel Graziani
Ariel José Graziani Lentini, ou simplement Ariel Graziani, né le 7 juin 1971 à Empalme Villa Constitución en Argentine, est un footballeur international équatorien d'origine argentine au poste d'attaquant.
Il compte 34 sélections pour 15 buts en équipe nationale entre 1997 et 2000. 

## Biographie

### Carrière de joueur
Ariel Graziani fait ses débuts professionnels en 1992 avec les Newell's Old Boys, où il a joué avec Diego Maradona jusqu'à ce qu'il est transféré en 1993 au Pérou au Sport Boys où il reste deux saisons. En 1995, il rejoint le Ciclista Lima.
Graziani est transféré en Équateur au cours de la saison 1995, à l'Aucas, un an plus tard il rejoint l'Emelec. Il a terminé les deux saisons meilleur buteur du Championnat d'Équateur en 1996 et 1997. En 1997, il est naturalisé en tant que citoyen équatorien. Son jeu hors norme lui a valu un transfert à Veracruz au Mexique. À la fin de la saison, il rejoint un autre club mexicain le Monarcas Morelia, où il fait une superbe saison. 
En 1999, Ariel a été acquis par la Major League Soccer pour une indemnité de transfert d'à peu près 2 millions de dollars, ce qui à l'époque était l'un des transferts plus élevé jamais payé par la MLS. Graziani a été attribué aux New England Revolution, mais il a seulement jouer trois rencontres pour les New England avant d'être échangé aux Dallas Burn contre Leonel Álvarez. 
Ariel est le meilleur buteur des Burn en 2000 avec 15 buts et en 2001 avec 11 buts jusqu'à ce qu'il est échangé aux San Jose Earthquakes contre Ronald Cerritos. En 2002, il est le meilleur buteur de l'équipe avec 15 buts. La MLS vend la dernière année de son contrat. Une guerre d'enchères entre l'Emelec et le Barcelona pour acquérir les services du joueur, à la fin, Barcelona a offert plus d'argent à la MLS. 
En 2003, Graziani, il termine le meilleur buteur du Championnat d'Équateur. Il a également marqué un super but en Copa Libertadores contre les éventuels gagnants le Boca Juniors, c'est le plus but de la Copa Libertadores 2003. En 2004, il a signé avec le Lanús en Argentine, il a seulement marqué quatre buts en 17 matchs et a finalement quitté la même année pour revenir à Barcelona et a marqué 8 buts en 18 matchs. En 2005, Graziani signé pour LDU Quito. Il y joue jusqu'en décembre 2006, quand il a officiellement pris sa retraite. Néanmoins, en mai 2007, il a signé avec l'Atlético Empalme. Le club de sa ville natale et c'est aussi le club de ses débuts. Il a joué une saison en cinquième division. 

### Équipe nationale
Ariel Graziani est convoqué pour la première fois par le sélectionneur national Francisco Maturana pour un match des éliminatoires de la Coupe du monde 1998 face au Pérou le 2 avril 1997. 
Il fait partie de l'équipe équatorienne à la Copa América 1997 en Bolivie, où il joue quatre rencontres pour deux buts. À la Copa América 1999 au Paraguay, où il joue trois rencontres pour un but. 
Il compte 34 sélections et 15 buts avec l'équipe d'Équateur entre 1997 et 2000.

## Statistiques

### Statistiques en club
Le tableau ci-dessous résume les statistiques en match officiel d'Ariel Graziani durant sa carrière de joueur professionnel.
| Saison                | Club                   | Championnat           | Championnat | Championnat | Coupe(s) nationale(s) | Coupe(s) nationale(s) | Compétition(s) continentale(s) | Compétition(s) continentale(s) | Compétition(s) continentale(s) | Total | Total |
| Saison                | Club                   | Division              | M.          | B.          | M.                    | B.                    | Comp.                          | M.                             | B.                             | M.    | B.    |
| 1992 - 1993           | Newell's Old Boys      | Primera División      | -           | -           | -                     | -                     | -                              | -                              | -                              | 0     | 0     |
| 1993                  | Sport Boys             | T. Descentralizado    | 12          | 3           | -                     | -                     | -                              | -                              | -                              | 12    | 3     |
| 1994                  | Sport Boys             | T. Descentralizado    | 21          | 6           | -                     | -                     | -                              | -                              | -                              | 21    | 6     |
| 1995                  | Ciclista Lima          | T. Descentralizado    | 9           | 5           | -                     | -                     | -                              | -                              | -                              | 9     | 5     |
| 1995                  | Aucas                  | Serie A               | 30          | 19          | -                     | -                     | -                              | -                              | -                              | 30    | 19    |
| 1996                  | Emelec                 | Serie A               | 37          | 29          | -                     | -                     | -                              | -                              | -                              | 37    | 29    |
| 1997                  | Emelec                 | Serie A               | 32          | 24          | -                     | -                     | CL                             | 4                              | 4                              | 36    | 28    |
| 1997 - 1998           | Veracruz               | Primera División      | 17          | 6           | -                     | -                     | -                              | -                              | -                              | 17    | 6     |
| 1998 - 1999           | Monarcas Morelia       | Primera División      | 34          | 15          | -                     | -                     | -                              | -                              | -                              | 34    | 15    |
| 1999                  | New England Revolution | MLS                   | 3           | 0           | -                     | -                     | -                              | -                              | -                              | 3     | 0     |
| 1999                  | Dallas Burn            | MLS                   | 8           | 4           | -                     | -                     | -                              | -                              | -                              | 8     | 4     |
| 2000                  | Emelec                 | Serie A               | 5           | 0           | -                     | -                     | CL                             | 3                              | 0                              | 8     | 0     |
| 2000                  | Dallas Burn            | MLS                   | 24          | 15          | -                     | -                     | -                              | -                              | -                              | 24    | 15    |
| 2001                  | Dallas Burn            | MLS                   | 24          | 11          | -                     | -                     | -                              | -                              | -                              | 24    | 11    |
| 2002                  | San Jose Earthquakes   | MLS                   | 28          | 14          | -                     | -                     | -                              | -                              | -                              | 28    | 14    |
| 2003                  | Barcelona              | Serie A               | 40          | 23          | -                     | -                     | CL                             | 6                              | 3                              | 46    | 26    |
| 2003 - 2004           | Lanús                  | Primera División      | 17          | 4           | -                     | -                     | -                              | -                              | -                              | 17    | 4     |
| 2004                  | Barcelona              | Serie A               | 18          | 7           | -                     | -                     | -                              | -                              | -                              | 18    | 7     |
| 2005                  | LDU Quito              | Serie A               | 23          | 17          | -                     | -                     | CL                             | 10                             | 1                              | 33    | 18    |
| 2006                  | LDU Quito              | Serie A               | 26          | 10          | -                     | -                     | CL+CS                          | 3+2                            | 1+0                            | 31    | 11    |
| Total sur la carrière | Total sur la carrière  | Total sur la carrière | 408         | 212         | -                     | -                     | -                              | 28                             | 9                              | 436   | 221   |

### En sélection nationale
| Saison                | Sélection             | Phases finales        | Phases finales | Phases finales | Éliminatoires CDM | Éliminatoires CDM | Matchs amicaux | Matchs amicaux | Total | Total |
| Saison                | Sélection             | Compétition           | M              | B              | M                 | B                 | M              | B              | M     | B     |
| --------------------- | --------------------- | --------------------- | -------------- | -------------- | ----------------- | ----------------- | -------------- | -------------- | ----- | ----- |
| 1997                  | Équateur              | Copa América 1997     | 4              | 2              | 7                 | 6                 | 3              | 1              | 14    | 9     |
| 1998                  | Équateur              | -                     | -              | -              | -                 | -                 | 1              | 0              | 1     | 0     |
| 1999                  | Équateur              | Copa América 1999     | 3              | 1              | -                 | -                 | 7              | 3              | 10    | 4     |
| 2000                  | Équateur              | -                     | -              | -              | 8                 | 1                 | 1              | 1              | 9     | 2     |
| Total sur la carrière | Total sur la carrière | Total sur la carrière | 7              | 3              | 15                | 7                 | 12             | 5              | 34    | 15    |

## Palmarès

### En club
- Avec LDU Quito :
  - Champion d'Équateur en 2005 (Ouverture)

### Distinctions personnelles
- Meilleur buteur du Championnat d'Équateur en 1996 (29 buts), 1997 (24 buts) et 2003 (23 buts)